# شعيرية مغراء
شعيرية مغراء (الاسم العلمي: Leptothrix ochracea) هي نوع من البكتيريا، سلبية الغرام، تتبع الشعيريات (جرثومات).